# Hugon Hanke
Hugon Hanke (né le 26 mars 1904 mort le 19 décembre 1964 à Varsovie) est un homme d'État polonais. Il est Premier ministre du Gouvernement polonais en exil d'août à septembre 1955.

## Biographie
Il adhère au Parti travailliste polonais (Stronnictwo Pracy) dans les années 1930 et combat dans le Deuxième corps polonais pendant la Seconde Guerre mondiale. Il est nommé Premier ministre du Gouvernement polonais en exil à Londres le 8 août 1955 par le président August Zaleski. Le 10 septembre 1955 il démissionne puis retourne en Pologne.